# Iraq National Oil Company
 (avril 2015).
Si vous disposez d'ouvrages ou d'articles de référence ou si vous connaissez des sites web de qualité traitant du thème abordé ici, merci de compléter l'article en donnant les références utiles à sa vérifiabilité et en les liant à la section « Notes et références ».
L'Iraq National Oil Company (abrégée en INOC) est la compagnie pétrolière nationale d'Irak. Le groupe a été créé en 1966 par le gouvernement irakien.
Ses activités comprennent l'exploration, la production et le transport ; le raffinage et la distribution du pétrole étant administrés indépendamment.

## Histoire
En 1961, l'Irak promulgua la Loi publique 80 qui expropria 95 % des concessions de la Iraq Petroleum Company, et annonça son intention de constituer l'INOC en 1964. 
Après la création du groupe en 1966, l'Irak signa un protocole d'accord concernant une aide technique et financière de l'Union soviétique. La nationalisation se poursuivit et fut complète en 1972.
Au contraire de la National Iranian Oil Company, l'INOC ne pouvait sceller de partenariat avec des compagnies étrangères. Néanmoins, elle entama des discussions avec la Compagnie Française de Pétroles (précurseur de Total) pour l'exploitation du nord du champ de Rumaila. Le champ fut finalement mis en production le 7 avril 1972 avec l'aide soviétique.
En 1972, la nationalisation est complète. Dans les premières années les gestionnaires de INOC réussissent à augmenter la production irakienne passant de 1,4 million de barils par jour (220.000 m3 / j) à plus de 3 millions de barils par jour (480.000 m3 / j) en 1980. Mais le déclenchement de la guerre avec l'Iran cette même année aura un impact important sur sa production et son développement.
En avril 1987, le régime de Saddam Hussein fusionne l'INOC avec le ministère du pétrole, qui est devenu l'opérateur direct dans l'industrie ainsi que son régulateur. L'INOC est transformée en unités régionales, ceci afin de renforcer le contrôle étatique sur la production.
Depuis 2010, cette société nationale est dirigée par le ministre du Pétrole. Après Jabar al-Louaïbi et Thamir Ghadhban (en), c'est Ihsan Abdul Jabbar Ismaael qui est nommé à ce poste en 2020. Il lance un plan de réforme afin de propulser la production journalière à 4,65 millions de barils par jour en 2022.

## Filiales
- Northern Oil Company (NOC)
- Southern Oil Company (SOC)